# Палеокастрица
Палеокастри́ца (греч. Παλαιοκαστρίτσα) — курортная деревня в Греции на северо-западном побережье острова Керкира в Ионическом море. Находится в 19 километрах от административного центра острова, города Керкира. Административно относится к сообществу Лаконес в общине Центральная Керкира и Диапонтии-Ниси в периферийной единице Керкира в периферии Ионические острова. Численность населения в 2011 году составила 240 человек.
Греческое слово Παλαιοκαστρίτσα означает «место старого замка», и это выражение относится к расположенной к северу от Палеокастрицы полуразрушенной византийской крепости XIII века на мысе Ангелокастрон (Фалакрон).
Побережье Палеокастрицы состоит из шести бухт (Амбелаки, Агиос Петрос, Агиос Спиридонас, Агия Триада, Платакия и Алипа), отделенных друг от друга выступающими лесистыми мысами.
Как считали древние греки, бухта Палеокастрицы была местом, где высадился герой греческого эпоса Одиссей и где его повстречала Навсикая.
Бухта Палеокастрицы известна и тем, что здесь снимался один из фильмов о Джеймсе Бонде, агенте 007 — «Только для твоих глаз» (For Your Eyes Only, 1981 год).
Превращение тихой рыбацкой деревушки, какой была Палеокастрица много веков подряд, в объект туризма и отдыха началось в 1950 году. Это место известно своими пейзажами. С высоты крутых утёсов видны оливковые плантации, покрытые соснами холмы, скалы в море, бухты и песчаные пляжи с золотистым песком, а также панорама горного поселка Лаконес. В Палеокастрице много отелей разных категорий, апартаментов, кемпингов, ресторанов, таверн и баров. Однако море в бухтах Палеокастрицы из-за течений всегда на несколько градусов холоднее, чем в других местах острова.
В бухте Алипа находится яхтенный причал. На пляже Амбелаки предлагаются услуги морского такси (taxi-boat). В деревне есть дайвинг-центр и скай-клуб, предлагающий катание на водных лыжах, водных велосипедах и «банане». В честь Одиссея в первые выходные августа на курорте устраивается театрализованное представление «Варкарола».
Рядом с деревней, среди густых деревьев и пышной растительности на краю высокого утёса расположен мужской монастырь «Божьей Матери Палеокастрица» (Μονή Υπεραγίας Θεοτόκου), построенный в XVII веке на месте разрушенного монастыря 1225 года. В монастыре хранится чудотворная икона «Животворящий источник», поэтому его часто называют Μονή Ζωοδόχου Πηγής. Здесь же находится небольшой музей икон, рукописей, книг, церковных облачений и других атрибутов православных церковных ритуалов. Рядом с монастырём можно купить вино и оливковое масло, которые производятся в монастырской винодельне и в её самом старом в Греции заводе по производству оливкового масла.

## Галерея

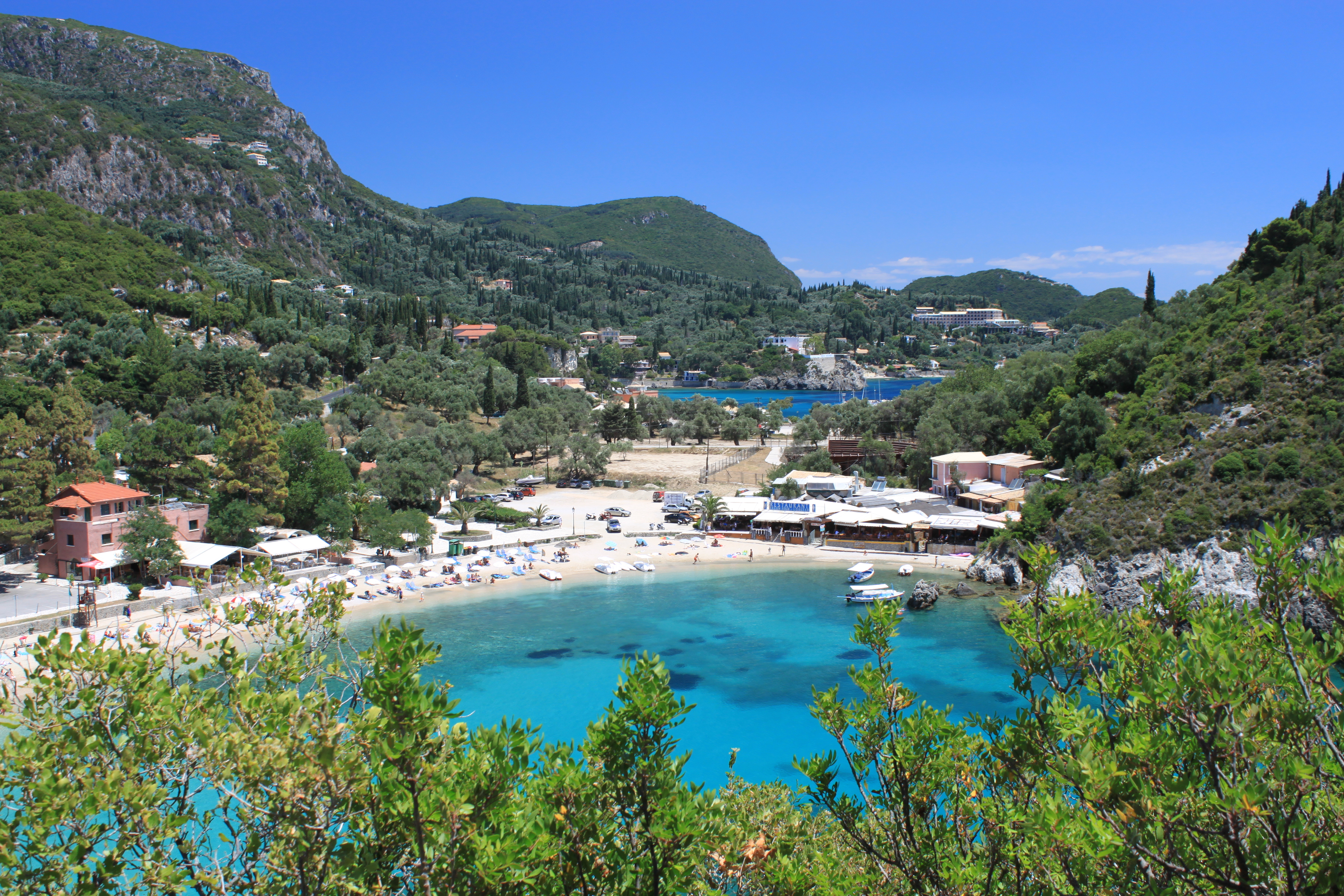
Палеокастрица, пляж Амбелаки
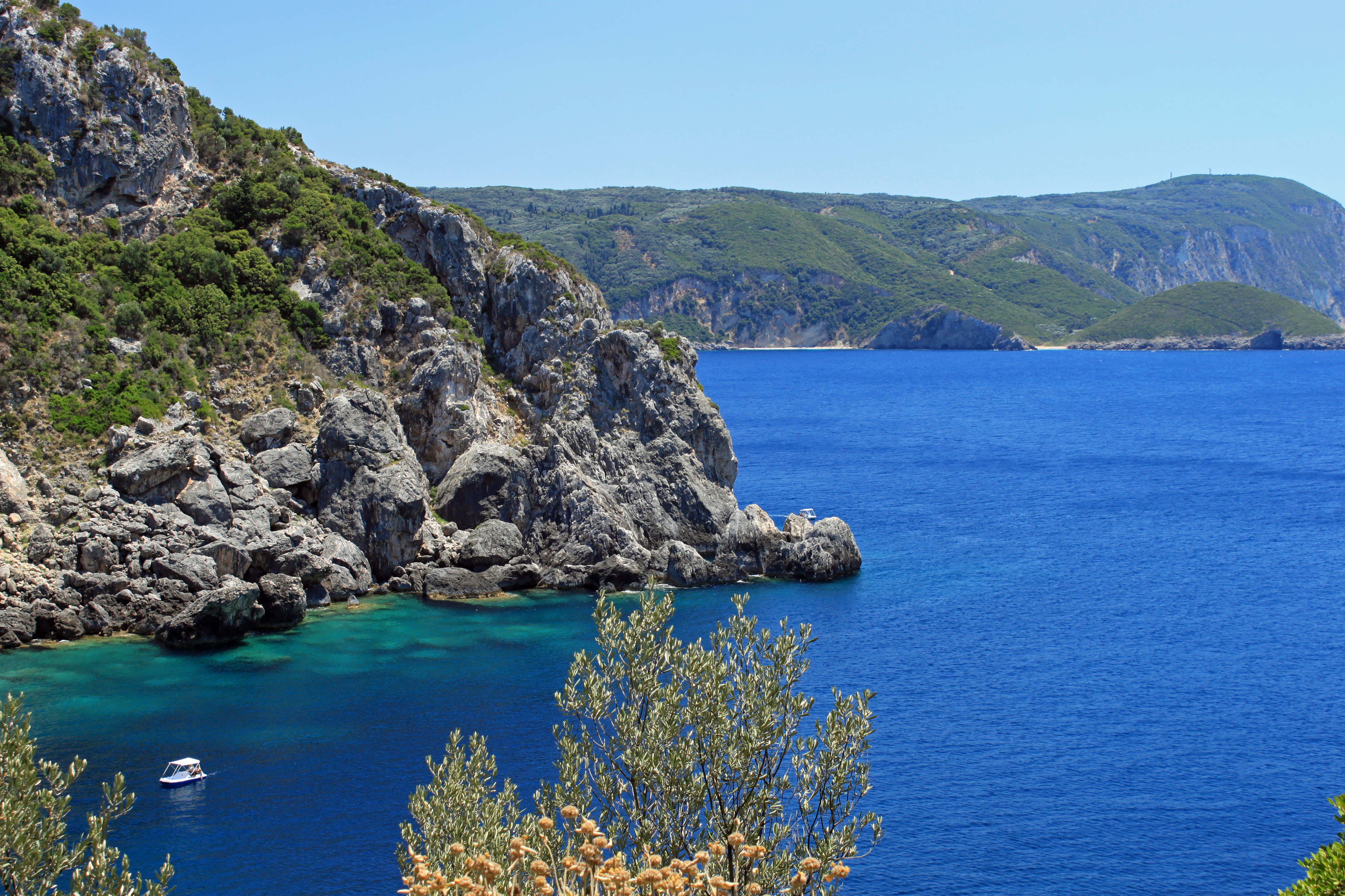
Побережье в Палеокастрице
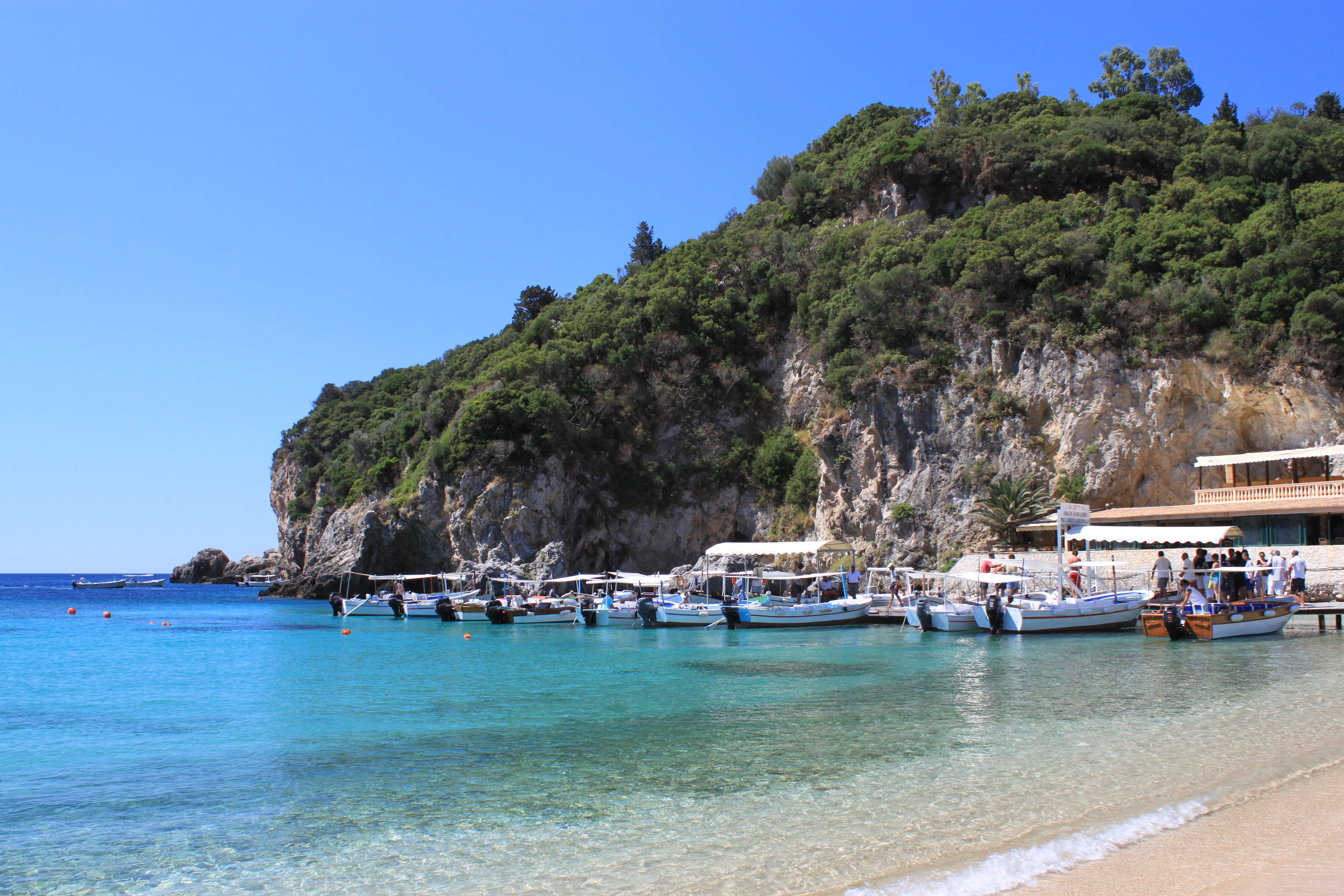
Лодки-такси в Палеокастрице
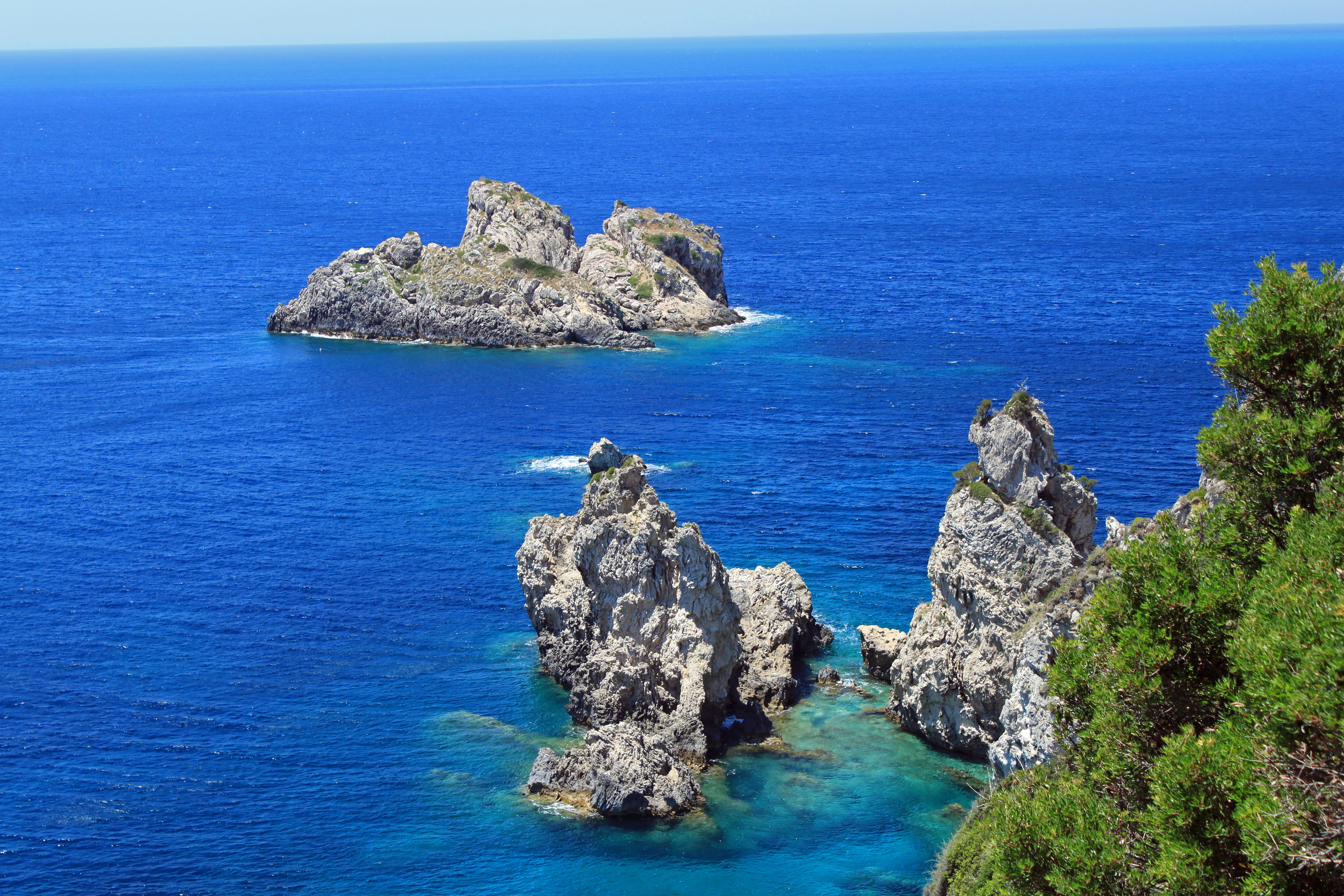
Скалы в море, Палеокастрица
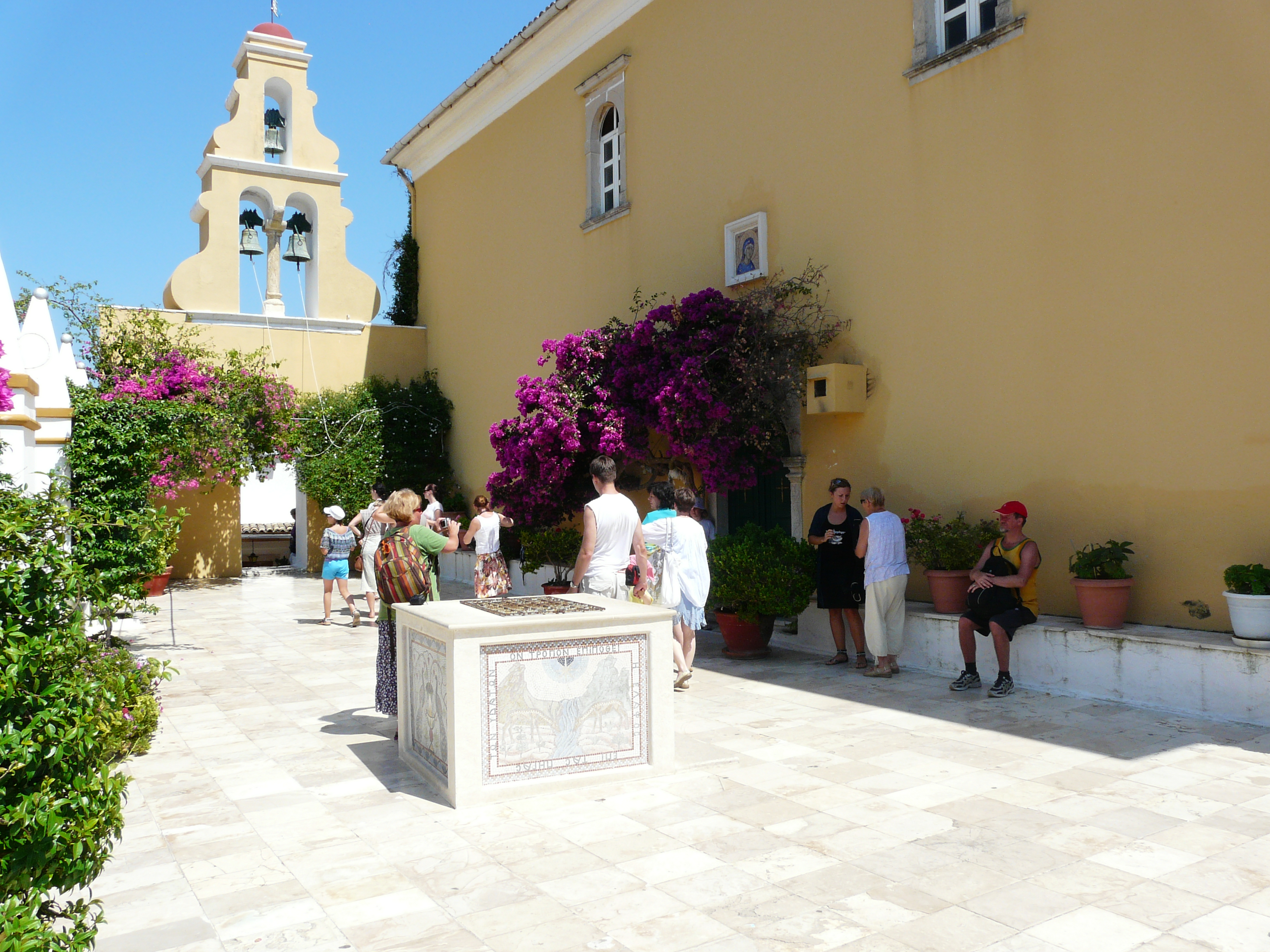
Монастырь Божьей Матери Палеокастрица